# Chrysso simoni
Chrysso simoni är en spindelart som beskrevs av Levi 1962. Chrysso simoni ingår i släktet Chrysso och familjen klotspindlar.
Artens utbredningsområde är Venezuela. Inga underarter finns listade i Catalogue of Life.